# Юнивърсъл Сити
Юнивърсъл Сити (на английски: Universal City) е селище в Съединените американски щати, част от окръг Лос Анджелис в Калифорния. Няма постоянно население.
Разположено е на 180 метра надморска височина в Лосанджелиската долина, на 4 километра северозападно от Холивуд и на 20 километра североизточно от брега на Тихия океан. Юнивърсъл Сити е създаден през 1915 година и включва собственост на филмовата компания „Юнивърсъл Студиос“, която образува анклав в територията на град Лос Анджелис, но по данъчни и административни причини е пряко администрирана от окръга. В селището са регистрирани и други филмови компании, като „Amblin Entertainment“.

## Известни личности
Починали в Юнивърсъл Сити
- Тели Савалас (1922 – 1994), актьор